# Césarpriset 2013

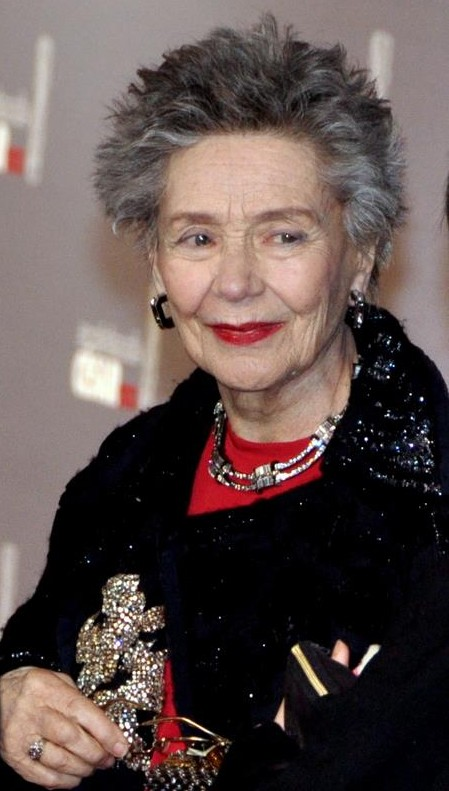
Emmanuelle Riva vid galan

Césarpriset 2013 var den 38:e upplagan av Césarpriset och utsåg de bästa franska filmerna från filmåret 2012. Nomineringarna tillkännagavs 25 januari 2013 och den TV-sända prisgalan ägde rum 22 februari. Pristagare i kategorin Bästa film blev Michael Hanekes Amour, som sammanlagt tilldelades fem priser. Flest nomineringar hade Camille mellan två åldrar i regi av Noémie Lvovsky, med 13 nomineringar.

## Pristagare och nominerade
Priserna utföll som följer:

### Bästa film
- Amour av Michael Haneke
  - Les Adieux à la reine av Benoît Jacquot
  - Camille mellan två åldrar av Noémie Lvovsky
  - Dans la maison av François Ozon
  - Rust and bone av Jacques Audiard
  - Holy Motors av Leos Carax
  - Det är bara förnamnet av Matthieu Delaporte och Alexandre de la Patellière

### Bästa regi
- Michael Haneke för Amour
  - Benoît Jacquot för Les Adieux à la reine
  - Noémie Lvovsky för Camille mellan två åldrar
  - François Ozon för Dans la maison
  - Jacques Audiard för Rust and bone
  - Leos Carax för Holy Motors
  - Stéphane Brizé för Quelques heures de printemps

### Bästa kvinnliga huvudroll
- Emmanuelle Riva för rollen som Anne i Amour
  - Marion Cotillard för rollen som Stéphanie i Rust and bone
  - Catherine Frot för rollen som Hortense Laborie i Les Saveurs du palais
  - Noémie Lvovsky för rollen som Camille i Camille mellan två åldrar
  - Corinne Masiero för rollen som Louise Wimmer i Louise Wimmer
  - Léa Seydoux för rollen som Sidonie Laborde i Les Adieux à la reine
  - Hélène Vincent för rollen som Yvette Evrard i Quelques heures de printemps

### Bästa manliga huvudroll
- Jean-Louis Trintignant för rollen som Georges i Amour
  - Jean-Pierre Bacri för rollen som Damien Hauer i Cherchez Hortense
  - Patrick Bruel för rollen som Vincent Larchet i Det är bara förnamnet
  - Denis Lavant för rollen som Monsieur Oscar i Holy Motors
  - Vincent Lindon för rollen som Alain Evrard i Quelques heures de printemps
  - Fabrice Luchini för rollen som Germain Germain i Dans la maison
  - Jérémie Renier för rollen som Claude François i Cloclo

### Bästa kvinnliga biroll
- Valérie Benguigui för rollen som Elisabeth i Det är bara förnamnet
  - Judith Chemla för rollen som Josépha i Camille mellan två åldrar
  - Isabelle Huppert för rollen som Eva i Amour
  - Yolande Moreau för rollen som Camilles mor i Camille mellan två åldrar
  - Edith Scob för rollen som Céline i Holy Motors

### Bästa manliga biroll
- Guillaume de Tonquédec för rollen som Claude i Det är bara förnamnet
  - Samir Guesmi för rollen som Eric i Camille mellan två åldrar
  - Benoît Magimel för rollen som Paul Lederman i Cloclo
  - Claude Rich för rollen som Sébastien Hauer i Cherchez Hortense
  - Michel Vuillermoz för rollen som Camilles far i Camille mellan två åldrar

### Bästa kvinnliga framtidshopp
- Izïa Higelin för rollen som Louise i Mauvaise Fille
  - Alice de Lencquesaing för rollen som Camille i Au galop
  - Lola Dewaere för rollen som Nina i Mince alors!
  - Julia Faure för rollen som Louise i Camille mellan två åldrar
  - India Hair för rollen som Alice i Camille mellan två åldrar

### Bästa manliga framtidshopp
- Matthias Schoenaerts för rollen som Ali i Rust and bone
  - Félix Moati för rollen som Victor i Télé gaucho
  - Kacey Mottet Klein för rollen som Simon i L'Enfant d'en haut
  - Pierre Niney för rollen som Maxime i Comme des frères
  - Ernst Umhauer för rollen som Claude Garcia i Dans la maison

### Bästa originalmanus
- Amour av Michael Haneke
  - Adieu Berthe av Bruno Podalydès och Denis Podalydès
  - Camille mellan två åldrar av Noémie Lvovsky, Florence Seyvos, Maud Ameline och Pierre-Olivier Mattei
  - Holy Motors av Leos Carax
  - Quelques heures de printemps av Florence Vignon och Stéphane Brizé

### Bästa manus efter förlaga
- Rust and bone av Jacques Audiard och Thomas Bidegain, efter novellsamlingen Rust and Bone av Craig Davidson
  - 38 témoins av Lucas Belvaux, efter romanen Est-ce ainsi que les femmes meurent? av Didier Decoin
  - Les Adieux à la reine av Gilles Taurand och Benoît Jacquot, efter romanen Les Adieux à la reine av Chantal Thomas
  - Dans la maison av François Ozon, efter pjäsen El chico de la última fila av Juan Mayorga
  - Det är bara förnamnet av Matthieu Delaporte och Alexandre de la Patellière, efter pjäsen Le prénom av Matthieu Delaporte och Alexandre de la Patellière

### Bäst scenografi
- Les Adieux à la reine – Katia Wyszkop
  - Amour – Jean-Vincent Puzos
  - Cloclo – Philippe Chiffre
  - Holy Motors – Florian Sanson
  - Populaire – Sylvie Olivé

### Bästa kostym
- Les Adieux à la reine – Christian Gasc
  - Augustine – Pascaline Chavanne
  - Camille mellan två åldrar – Madeline Fontaine
  - Cloclo – Mimi Lempicka
  - Populaire – Charlotte David

### Bästa foto
- Les Adieux à la reine – Romain Winding
  - Amour – Darius Khondji
  - Rust and bone – Stéphane Fontaine
  - Holy Motors – Caroline Champetier
  - Populaire – Guillaume Schiffman

### Bästa klippning
- Rust and bone – Juliette Welfling
  - Les Adieux à la reine – Luc Barnier
  - Amour – Monika Willi
  - Camille mellan två åldrar – Annette Dutertre och Michel Klochendler
  - Holy Motors – Nelly Quettier

### Bästa ljud
- Cloclo – Antoine Deflandre, Germain Boulay och Eric Tisserand
  - Les Adieux à la reine – Brigitte Taillandier, Francis Wargnier och Olivier Goinard
  - Amour – Guillaume Sciama, Nadine Muse och Jean-Pierre Laforce
  - Rust and bone – Brigitte Taillandier, Pascal Villard och Jean-Paul Hurier
  - Holy Motors – Erwan Kerzanet, Josefina Rodriguez och Emmanuel Croset

### Bästa musik
- Rust and bone – Alexandre Desplat
  - Les Adieux à la reine – Bruno Coulais
  - Camille mellan två åldrar – Gaëtan Roussel och Joseph Dahan
  - Dans la maison – Philippe Rombi
  - Populaire – Rob och Emmanuel d'Orlando

### Bästa debutfilm
- Louise Wimmer av Cyril Mennegun
  - Augustine av Alice Winocour
  - Comme des frères av Hugo Gélin
  - Populaire av Régis Roinsard
  - Rengaine av Rachid Djaïdani

### Bäst animerade film
- Ernest et Célestine av Benjamin Renner, Vincent Patar och Stéphane Aubier
  - Edmond était un âne av Franck Dion
  - Kirikou et les hommes et les femmes av Michel Ocelot
  - Oh Willy av Emma de Swaef och Marc Roels
  - Zarafa av Rémi Bezançon och Jean-Christophe Lie

### Bästa dokumentärfilm
- Les Invisibles av Sébastien Lifshitz
  - Bovines ou la vraie vie des vaches av Emmanuel Gras
  - Duch, le maître des forges de l'enfer av Rithy Panh
  - Journal de France av Claudine Nougaret och Raymond Depardon
  - Les Nouveaux Chiens de garde av Gilles Balbastre och Yannick Kergoat

### Bästa utländska film
- Argo av Ben Affleck • Förenta staterna
  - À perdre la raison av Joachim Lafosse • Belgien
  - Bullhead av Michaël R. Roskam • Belgien
  - Laurence Anyways av Xavier Dolan • Kanada
  - Oslo, 31 augusti av Joachim Trier • Norge
  - Änglarnas andel av Ken Loach • Storbritannien
  - A royal affair av Nikolaj Arcel • Danmark, Sverige och Tjeckien

### Bästa kortfilm
- Le Cri du homard av Nicolas Guiot
  - Ce n'est pas un film de cow-boys av Benjamin Parent
  - Ce qu'il restera de nous av Vincent Macaigne
  - Les Meutes av Manuel Schapira
  - La Vie parisienne av Vincent Dietschy

### Heders-César
- Kevin Costner för sitt livsverk